# Giro Ciclistico d'Italia de 2021
A 44.ª edição da competição de ciclismo Giro Ciclistico d'Italia (também chamado extra oficialmente: Baby Giro ou Girobio) foi uma corrida de ciclismo em estrada por etapas que se celebrou entre a 3 de junho e a 12 de junho de 2021 em Itália, com início na cidade de Cesenatico e final na cidade de Castelfranco Veneto sobre um percurso de 1323,9 quilómetros.
A corrida fez parte do UCI Europe Tour de 2021, calendário ciclístico dos Circuitos Continentais da UCI, dentro da categoria UCI 2.2 e foi vencida pelo espanhol Juan Ayuso do Colpack Ballan. Completaram o pódio, como segundo e terceiro classificado respectivamente, o noruego Tobias Halland Johannessen do Uno-X Dare Development e o belga Henri Vandenabeele do Development DSM.

## Equipas participantes
Tomaram parte na corrida 35 equipas de categoria sub-23, incluídas categorias regionais e de clubes. Formaram assim um pelotão de 176 ciclistas dos que acabaram 143. As equipas participantes foram:
| Equipe ProTeam- Eolo-Kometa Equipes Continentais (16)- Development Team DSM - Groupama-FDJ Continental - Hagens Berman Axeon - SEG Racing Academy - Swiss Racing - Trinity Racing - UC Monaco - Uno-X DARE Development Team - Beltrami TSA-Tre Colli - Cycling Team Friuli ASD - General Store Essegibi F.lli Curia - Iseo-Rime-Carnovali - Team Colpack-Ballan - Team Qhubeka - Work Service-Marchiol-Dynatek - Zalf Euromobil Fior Equipes amadoras de ciclismo (7)- Holdsworth Zappi RT - Laboral Kutxa-Fundación Euskadi - Minsk Cycling Club Sub-23 - Colombia Tierra de Atletas-GW - Biesse Arvedi - Gallina-Ecotek-Colosio - Rappresentativa Interregionale Sub-23 Equipes regionais e clubes (11)- Caja Rural-Seguros RGA amateur - Gazprom-RusVelo U23 - Lotto-Soudal U23 - Velo Club Mendrisio - #inEmiliaRomagna Cycling Team - Aran Cucine Vejus - LAN Service-GranMonferrato-Zheroquadro - Mastromarco Sensi Nibali - Petroli Firenze-Hopplà - U.C. Trevigiani Campana Imballaggi - Velo Plus Racing Team Palazzago |
| |

## Percorrido
O Giro Ciclistico d'Italia dispôs de dez etapas dividido numa etapa plana, quatro etapas em media montanha, quatro etapas de montanha, e uma contrarrelógio individual, para um percurso total de 1323,9 quilómetros e 18450 metros de desnível.
| Etapa | Data    | Percurso                                      | type                      | Distância (km) | Vencedor             | Líder geral    |
| ----- | ------- | --------------------------------------------- | ------------------------- | -------------- | -------------------- | -------------- |
| 1     | 3 jun.  | Cesenatico – Riccione                         | etapa escarpada           | 144,5          | Andrea Cantoni       | Andrea Cantoni |
| 2     | 4 jun.  | Riccione – Ímola                              | etapa escarpada           | 138,3          | Juan Ayuso           | Juan Ayuso     |
| 3     | 5 jun.  | Cesenatico – Cesenatico                       | média montanha            | 132,5          | Alessio Bonelli      | Juan Ayuso     |
| 4     | 6 jun.  | Sorbolo Mezzani – Guastalla                   | contrarrelógio individual | 25,4           | Filippo Baroncini    | Ben Turner     |
| 5     | 7 jun.  | Fanano – Sestola                              | alta montanha             | 142,5          | Juan Ayuso           | Juan Ayuso     |
| 6     | 9 jun.  | Bonferraro – San Pellegrino Terme             | média montanha            | 176            | Aloïs Charrin        | Juan Ayuso     |
| 7     | 9 jun.  | Sondrio – Sasso Moro                          | alta montanha             | 119,4          | Juan Ayuso           | Juan Ayuso     |
| 8     | 10 jun. | Aprica – Andalo                               | alta montanha             | 115,5          | Riccardo Ciuccarelli | Juan Ayuso     |
| 9     | 11 jun. | Cavalese – Nevegal                            | alta montanha             | 167,1          | Yannis Voisard       | Juan Ayuso     |
| 10    | 12 jun. | San Vito al Tagliamento – Castelfranco Veneto | etapa plana               | 162,7          | Ben Healy            | Juan Ayuso     |

## Desenvolvimento da corrida

### 1.ª etapa
| Cesenatico - Riccione | etapa escarpada | (144,5 km) |

| \| Classificação por etapas \| Classificação por etapas \| Classificação por etapas \| Classificação por etapas \| Classificação por etapas \| \| Ciclista \| Ciclista \| Equipe \| Tempo \| \| \| ------------------------ \| ------------------------ \| ----------------------------- \| ------------------------ \| ------------------------ \| \| 1. \| Andrea Cantoni \| #inEmiliaRomagna Cycling Team \| 3h26m48s \| \| \| 2. \| Riccardo Bobbo \| Work Service-Marchiol-Dynatek \| + 25s \| \| \| 3. \| Michael Garrison \| Hagens Berman Axeon \| + 26s \| \| \| 4. \| Edoardo Ferri \| Petroli Firenze-Hopplà \| + 26s \| \| \| 5. \| Francesco Carollo \| MG.K Vis VPM \| + 32s \| \| \| 6. \| Ben Turner \| Trinity Racing \| + 32s \| \| \| 7. \| Nicolò Buratti \| Cycling Team Friuli ASD \| + 37s \| \| \| 8. \| Arnaud De Lie \| Lotto-Soudal Development \| + 37s \| \| \| 9. \| Stan Van Tricht \| SEG Racing Academy \| + 37s \| \| \| 10. \| Jarrad Drizners \| Hagens Berman Axeon \| + 37s \| \| |                   |                               |          |
| |                   |                               |          |
| Fonte: ProCyclingStats |                   |                               |          |
| Classificação por etapas |                   |                               |          |
| Ciclista | Ciclista          | Equipe                        | Tempo    |
| 1. | Andrea Cantoni    | #inEmiliaRomagna Cycling Team | 3h26m48s |
| 2. | Riccardo Bobbo    | Work Service-Marchiol-Dynatek | + 25s    |
| 3. | Michael Garrison  | Hagens Berman Axeon           | + 26s    |
| 4. | Edoardo Ferri     | Petroli Firenze-Hopplà        | + 26s    |
| 5. | Francesco Carollo | MG.K Vis VPM                  | + 32s    |
| 6. | Ben Turner        | Trinity Racing                | + 32s    |
| 7. | Nicolò Buratti    | Cycling Team Friuli ASD       | + 37s    |
| 8. | Arnaud De Lie     | Lotto-Soudal Development      | + 37s    |
| 9. | Stan Van Tricht   | SEG Racing Academy            | + 37s    |
| 10. | Jarrad Drizners   | Hagens Berman Axeon           | + 37s    |

| \| Classificação geral \| Classificação geral \| Classificação geral \| Classificação geral \| Classificação geral \| \| Ciclista \| Ciclista \| Equipe \| Tempo \| \| \| ------------------- \| ------------------- \| ----------------------------- \| ------------------- \| ------------------- \| \| 1. \| Andrea Cantoni \| #inEmiliaRomagna Cycling Team \| 3h26m38s \| \| \| 2. \| Riccardo Bobbo \| Work Service-Marchiol-Dynatek \| + 26s \| \| \| 3. \| Michael Garrison \| Hagens Berman Axeon \| + 31s \| \| \| 4. \| Edoardo Ferri \| Petroli Firenze-Hopplà \| + 34s \| \| \| 5. \| Francesco Carollo \| MG.K Vis VPM \| + 42s \| \| \| 6. \| Ben Turner \| Trinity Racing \| + 42s \| \| \| 7. \| Nicolò Buratti \| Cycling Team Friuli ASD \| + 47s \| \| \| 8. \| Arnaud De Lie \| Lotto-Soudal Development \| + 47s \| \| \| 9. \| Stan Van Tricht \| SEG Racing Academy \| + 47s \| \| \| 10. \| Jarrad Drizners \| Hagens Berman Axeon \| + 47s \| \| |                   |                               |          |
| |                   |                               |          |
| Fonte: ProCyclingStats |                   |                               |          |
| Classificação geral |                   |                               |          |
| Ciclista | Ciclista          | Equipe                        | Tempo    |
| 1. | Andrea Cantoni    | #inEmiliaRomagna Cycling Team | 3h26m38s |
| 2. | Riccardo Bobbo    | Work Service-Marchiol-Dynatek | + 26s    |
| 3. | Michael Garrison  | Hagens Berman Axeon           | + 31s    |
| 4. | Edoardo Ferri     | Petroli Firenze-Hopplà        | + 34s    |
| 5. | Francesco Carollo | MG.K Vis VPM                  | + 42s    |
| 6. | Ben Turner        | Trinity Racing                | + 42s    |
| 7. | Nicolò Buratti    | Cycling Team Friuli ASD       | + 47s    |
| 8. | Arnaud De Lie     | Lotto-Soudal Development      | + 47s    |
| 9. | Stan Van Tricht   | SEG Racing Academy            | + 47s    |
| 10. | Jarrad Drizners   | Hagens Berman Axeon           | + 47s    |

### 2.ª etapa
| Riccione - Ímola | etapa escarpada | (138,3 km) |

| \| Classificação por etapas \| Classificação por etapas \| Classificação por etapas \| Classificação por etapas \| Classificação por etapas \| \| Ciclista \| Ciclista \| Equipe \| Tempo \| \| \| ------------------------ \| ------------------------ \| ------------------------ \| ------------------------ \| ------------------------ \| \| 1. \| Juan Ayuso \| Colpack-Ballan \| 3h09m29s \| \| \| 2. \| Alessandro Verre \| Colpack-Ballan \| + 1s \| \| \| 3. \| Henok Mulubrhan \| Team Qhubeka \| + 3s \| \| \| 4. \| Filippo Baroncini \| Colpack-Ballan \| + 8s \| \| \| 5. \| Stan Van Tricht \| SEG Racing Academy \| + 8s \| \| \| 6. \| Nicolò Buratti \| Cycling Team Friuli ASD \| + 8s \| \| \| 7. \| Ben Turner \| Trinity Racing \| + 8s \| \| \| 8. \| Edoardo Zambanini \| Zalf Euromobil Fior \| + 8s \| \| \| 9. \| Vicente Hernaiz \| \| + 8s \| \| \| 10. \| Lennert Van Eetvelt \| Lotto-Soudal Development \| + 8s \| \| |                     |                          |          |
| |                     |                          |          |
| Fonte: ProCyclingStats |                     |                          |          |
| Classificação por etapas |                     |                          |          |
| Ciclista | Ciclista            | Equipe                   | Tempo    |
| 1. | Juan Ayuso          | Colpack-Ballan           | 3h09m29s |
| 2. | Alessandro Verre    | Colpack-Ballan           | + 1s     |
| 3. | Henok Mulubrhan     | Team Qhubeka             | + 3s     |
| 4. | Filippo Baroncini   | Colpack-Ballan           | + 8s     |
| 5. | Stan Van Tricht     | SEG Racing Academy       | + 8s     |
| 6. | Nicolò Buratti      | Cycling Team Friuli ASD  | + 8s     |
| 7. | Ben Turner          | Trinity Racing           | + 8s     |
| 8. | Edoardo Zambanini   | Zalf Euromobil Fior      | + 8s     |
| 9. | Vicente Hernaiz     |                          | + 8s     |
| 10. | Lennert Van Eetvelt | Lotto-Soudal Development | + 8s     |

| \| Classificação geral \| Classificação geral \| Classificação geral \| Classificação geral \| Classificação geral \| \| Ciclista \| Ciclista \| Equipe \| Tempo \| \| \| ------------------- \| ------------------- \| ------------------------------- \| ------------------- \| ------------------- \| \| 1. \| Juan Ayuso \| Colpack-Ballan \| 6h36m44s \| \| \| 2. \| Alessandro Verre \| Colpack-Ballan \| + 5s \| \| \| 3. \| Henok Mulubrhan \| Team Qhubeka \| + 9s \| \| \| 4. \| Ben Turner \| Trinity Racing \| + 13s \| \| \| 5. \| Nicolò Buratti \| Cycling Team Friuli ASD \| + 18s \| \| \| 6. \| Stan Van Tricht \| SEG Racing Academy \| + 18s \| \| \| 7. \| Edoardo Zambanini \| Zalf Euromobil Fior \| + 18s \| \| \| 8. \| Vicente Hernaiz \| \| + 18s \| \| \| 9. \| Pasquale Abenante \| Velo Plus Racing Team Palazzago \| + 18s \| \| \| 10. \| Filippo Baroncini \| Colpack-Ballan \| + 18s \| \| |                   |                                 |          |
| |                   |                                 |          |
| Fonte: ProCyclingStats |                   |                                 |          |
| Classificação geral |                   |                                 |          |
| Ciclista | Ciclista          | Equipe                          | Tempo    |
| 1. | Juan Ayuso        | Colpack-Ballan                  | 6h36m44s |
| 2. | Alessandro Verre  | Colpack-Ballan                  | + 5s     |
| 3. | Henok Mulubrhan   | Team Qhubeka                    | + 9s     |
| 4. | Ben Turner        | Trinity Racing                  | + 13s    |
| 5. | Nicolò Buratti    | Cycling Team Friuli ASD         | + 18s    |
| 6. | Stan Van Tricht   | SEG Racing Academy              | + 18s    |
| 7. | Edoardo Zambanini | Zalf Euromobil Fior             | + 18s    |
| 8. | Vicente Hernaiz   |                                 | + 18s    |
| 9. | Pasquale Abenante | Velo Plus Racing Team Palazzago | + 18s    |
| 10. | Filippo Baroncini | Colpack-Ballan                  | + 18s    |

### 3.ª etapa
| Cesenatico - Cesenatico | média montanha | (132,5 km) |

| \| Classificação por etapas \| Classificação por etapas \| Classificação por etapas \| Classificação por etapas \| Classificação por etapas \| \| Ciclista \| Ciclista \| Equipe \| Tempo \| \| \| ------------------------ \| ------------------------ \| -------------------------------------- \| ------------------------ \| ------------------------ \| \| 1. \| Alessio Bonelli \| Biesse Arvedi \| 3h19m55s \| \| \| 2. \| Luca Colnaghi \| Zalf Euromobil Fior \| + 0s \| \| \| 3. \| Andrea Cervellera \| Petroli Firenze-Hopplà-Don Camillo \| + 0s \| \| \| 4. \| Manuele Tarozzi \| #inEmiliaRomagna Cycling Team \| + 0s \| \| \| 5. \| Unai Iribar \| Laboral Kutxa-Fundación Euskadi \| + 0s \| \| \| 6. \| Laurent Rigollet \| LAN Service-GranMonferrato-Zheroquadro \| + 0s \| \| \| 7. \| Michael Belleri \| Biesse Arvedi \| + 3s \| \| \| 8. \| Andrea Mifsud \| Swiss Racing Academy \| + 7s \| \| \| 10. \| Arnaud De Lie \| Lotto-Soudal Development \| + 26s \| \| |                   |                                        |          |
| |                   |                                        |          |
| Fonte: ProCyclingStats |                   |                                        |          |
| Classificação por etapas |                   |                                        |          |
| Ciclista | Ciclista          | Equipe                                 | Tempo    |
| 1. | Alessio Bonelli   | Biesse Arvedi                          | 3h19m55s |
| 2. | Luca Colnaghi     | Zalf Euromobil Fior                    | + 0s     |
| 3. | Andrea Cervellera | Petroli Firenze-Hopplà-Don Camillo     | + 0s     |
| 4. | Manuele Tarozzi   | #inEmiliaRomagna Cycling Team          | + 0s     |
| 5. | Unai Iribar       | Laboral Kutxa-Fundación Euskadi        | + 0s     |
| 6. | Laurent Rigollet  | LAN Service-GranMonferrato-Zheroquadro | + 0s     |
| 7. | Michael Belleri   | Biesse Arvedi                          | + 3s     |
| 8. | Andrea Mifsud     | Swiss Racing Academy                   | + 7s     |
| 10. | Arnaud De Lie     | Lotto-Soudal Development               | + 26s    |

| \| Classificação geral \| Classificação geral \| Classificação geral \| Classificação geral \| Classificação geral \| \| Ciclista \| Ciclista \| Equipe \| Tempo \| \| \| ------------------- \| ------------------- \| ------------------------------- \| ------------------- \| ------------------- \| \| 1. \| Juan Ayuso \| Colpack-Ballan \| 9h57m05s \| \| \| 2. \| Alessandro Verre \| Colpack-Ballan \| + 5s \| \| \| 3. \| Henok Mulubrhan \| Team Qhubeka \| + 9s \| \| \| 4. \| Ben Turner \| Trinity Racing \| + 13s \| \| \| 5. \| Nicolò Buratti \| Cycling Team Friuli ASD \| + 18s \| \| \| 6. \| Stan Van Tricht \| SEG Racing Academy \| + 18s \| \| \| 7. \| Edoardo Zambanini \| Zalf Euromobil Fior \| + 18s \| \| \| 8. \| Pasquale Abenante \| Velo Plus Racing Team Palazzago \| + 18s \| \| \| 9. \| Vicente Hernaiz \| \| + 18s \| \| \| 10. \| Filippo Baroncini \| Colpack-Ballan \| + 18s \| \| |                   |                                 |          |
| |                   |                                 |          |
| Fonte: ProCyclingStats |                   |                                 |          |
| Classificação geral |                   |                                 |          |
| Ciclista | Ciclista          | Equipe                          | Tempo    |
| 1. | Juan Ayuso        | Colpack-Ballan                  | 9h57m05s |
| 2. | Alessandro Verre  | Colpack-Ballan                  | + 5s     |
| 3. | Henok Mulubrhan   | Team Qhubeka                    | + 9s     |
| 4. | Ben Turner        | Trinity Racing                  | + 13s    |
| 5. | Nicolò Buratti    | Cycling Team Friuli ASD         | + 18s    |
| 6. | Stan Van Tricht   | SEG Racing Academy              | + 18s    |
| 7. | Edoardo Zambanini | Zalf Euromobil Fior             | + 18s    |
| 8. | Pasquale Abenante | Velo Plus Racing Team Palazzago | + 18s    |
| 9. | Vicente Hernaiz   |                                 | + 18s    |
| 10. | Filippo Baroncini | Colpack-Ballan                  | + 18s    |

### 4.ª etapa
| Sorbolo Mezzani - Guastalla | contrarrelógio individual | (25,4 km) |

| \| Classificação por etapas \| Classificação por etapas \| Classificação por etapas \| Classificação por etapas \| Classificação por etapas \| \| Ciclista \| Ciclista \| Equipe \| Tempo \| \| \| ------------------------ \| ------------------------ \| -------------------------------- \| ------------------------ \| ------------------------ \| \| 1. \| Filippo Baroncini \| Colpack-Ballan \| 29m36s \| \| \| 2. \| Ben Healy \| Trinity Racing \| + 0s \| \| \| 3. \| Ben Turner \| Trinity Racing \| + 4s \| \| \| 4. \| Anthon Charmig \| Uno-X DARE Development \| + 14s \| \| \| 5. \| Lennert Van Eetvelt \| Lotto-Soudal Development \| + 20s \| \| \| 6. \| Henok Mulubrhan \| Team Qhubeka \| + 31s \| \| \| 7. \| Daan Hoole \| SEG Racing Academy \| + 31s \| \| \| 8. \| Juan Ayuso \| Colpack-Ballan \| + 33s \| \| \| 9. \| Alexandre Balmer \| Équipe continentale Groupama-FDJ \| + 35s \| \| \| 10. \| Marco Frigo \| SEG Racing Academy \| + 38s \| \| |                     |                                  |        |
| |                     |                                  |        |
| Fonte: ProCyclingStats |                     |                                  |        |
| Classificação por etapas |                     |                                  |        |
| Ciclista | Ciclista            | Equipe                           | Tempo  |
| 1. | Filippo Baroncini   | Colpack-Ballan                   | 29m36s |
| 2. | Ben Healy           | Trinity Racing                   | + 0s   |
| 3. | Ben Turner          | Trinity Racing                   | + 4s   |
| 4. | Anthon Charmig      | Uno-X DARE Development           | + 14s  |
| 5. | Lennert Van Eetvelt | Lotto-Soudal Development         | + 20s  |
| 6. | Henok Mulubrhan     | Team Qhubeka                     | + 31s  |
| 7. | Daan Hoole          | SEG Racing Academy               | + 31s  |
| 8. | Juan Ayuso          | Colpack-Ballan                   | + 33s  |
| 9. | Alexandre Balmer    | Équipe continentale Groupama-FDJ | + 35s  |
| 10. | Marco Frigo         | SEG Racing Academy               | + 38s  |

| \| Classificação geral \| Classificação geral \| Classificação geral \| Classificação geral \| Classificação geral \| \| Ciclista \| Ciclista \| Equipe \| Tempo \| \| \| ------------------- \| -------------------------- \| -------------------------------- \| ------------------- \| ------------------- \| \| 1. \| Ben Turner \| Trinity Racing \| 10h26m58s \| \| \| 2. \| Filippo Baroncini \| Colpack-Ballan \| + 1s \| \| \| 3. \| Anthon Charmig \| Uno-X DARE Development \| + 15s \| \| \| 4. \| Juan Ayuso \| Colpack-Ballan \| + 16s \| \| \| 5. \| Lennert Van Eetvelt \| Lotto-Soudal Development \| + 21s \| \| \| 6. \| Henok Mulubrhan \| Team Qhubeka \| + 23s \| \| \| 7. \| Alexandre Balmer \| Équipe continentale Groupama-FDJ \| + 36s \| \| \| 8. \| Marco Frigo \| SEG Racing Academy \| + 39s \| \| \| 9. \| Alex Tolio \| Zalf Euromobil Fior \| + 39s \| \| \| 10. \| Tobias Halland Johannessen \| Uno-X DARE Development \| + 43s \| \| |                            |                                  |           |
| |                            |                                  |           |
| Fonte: ProCyclingStats |                            |                                  |           |
| Classificação geral |                            |                                  |           |
| Ciclista | Ciclista                   | Equipe                           | Tempo     |
| 1. | Ben Turner                 | Trinity Racing                   | 10h26m58s |
| 2. | Filippo Baroncini          | Colpack-Ballan                   | + 1s      |
| 3. | Anthon Charmig             | Uno-X DARE Development           | + 15s     |
| 4. | Juan Ayuso                 | Colpack-Ballan                   | + 16s     |
| 5. | Lennert Van Eetvelt        | Lotto-Soudal Development         | + 21s     |
| 6. | Henok Mulubrhan            | Team Qhubeka                     | + 23s     |
| 7. | Alexandre Balmer           | Équipe continentale Groupama-FDJ | + 36s     |
| 8. | Marco Frigo                | SEG Racing Academy               | + 39s     |
| 9. | Alex Tolio                 | Zalf Euromobil Fior              | + 39s     |
| 10. | Tobias Halland Johannessen | Uno-X DARE Development           | + 43s     |

### 5.ª etapa
| Fanano - Sestola | alta montanha | (142,5 km) |

| \| Classificação por etapas \| Classificação por etapas \| Classificação por etapas \| Classificação por etapas \| Classificação por etapas \| \| Ciclista \| Ciclista \| Equipe \| Tempo \| \| \| ------------------------ \| -------------------------- \| -------------------------------- \| ------------------------ \| ------------------------ \| \| 1. \| Juan Ayuso \| Colpack-Ballan \| 3h32m33s \| \| \| 2. \| Tobias Halland Johannessen \| Uno-X DARE Development \| + 1m04s \| \| \| 3. \| Ben Healy \| Trinity Racing \| + 1m04s \| \| \| 4. \| Thomas Gloag \| Trinity Racing \| + 1m21s \| \| \| 5. \| Henri Vandenabeele \| Development Team DSM \| + 1m21s \| \| \| 6. \| Anders Halland Johannessen \| Uno-X DARE Development \| + 1m21s \| \| \| 7. \| Asbjørn Hellemose \| Velo Club Mendrisio \| + 1m21s \| \| \| 8. \| Yannis Voisard \| Swiss Racing Academy \| + 1m35s \| \| \| 9. \| Alessandro Verre \| Colpack-Ballan \| + 1m52s \| \| \| 10. \| Reuben Thompson \| Équipe continentale Groupama-FDJ \| + 2m18s \| \| |                            |                                  |          |
| |                            |                                  |          |
| Fonte: ProCyclingStats |                            |                                  |          |
| Classificação por etapas |                            |                                  |          |
| Ciclista | Ciclista                   | Equipe                           | Tempo    |
| 1. | Juan Ayuso                 | Colpack-Ballan                   | 3h32m33s |
| 2. | Tobias Halland Johannessen | Uno-X DARE Development           | + 1m04s  |
| 3. | Ben Healy                  | Trinity Racing                   | + 1m04s  |
| 4. | Thomas Gloag               | Trinity Racing                   | + 1m21s  |
| 5. | Henri Vandenabeele         | Development Team DSM             | + 1m21s  |
| 6. | Anders Halland Johannessen | Uno-X DARE Development           | + 1m21s  |
| 7. | Asbjørn Hellemose          | Velo Club Mendrisio              | + 1m21s  |
| 8. | Yannis Voisard             | Swiss Racing Academy             | + 1m35s  |
| 9. | Alessandro Verre           | Colpack-Ballan                   | + 1m52s  |
| 10. | Reuben Thompson            | Équipe continentale Groupama-FDJ | + 2m18s  |

| \| Classificação geral \| Classificação geral \| Classificação geral \| Classificação geral \| Classificação geral \| \| Ciclista \| Ciclista \| Equipe \| Tempo \| \| \| ------------------- \| -------------------------- \| ------------------------ \| ------------------- \| ------------------- \| \| 1. \| Juan Ayuso \| Colpack-Ballan \| 13h59m37s \| \| \| 2. \| Tobias Halland Johannessen \| Uno-X DARE Development \| + 1m35s \| \| \| 3. \| Henri Vandenabeele \| Development Team DSM \| + 2m22s \| \| \| 4. \| Thomas Gloag \| Trinity Racing \| + 2m23s \| \| \| 5. \| Alessandro Verre \| Colpack-Ballan \| + 2m31s \| \| \| 6. \| Lennert Van Eetvelt \| Lotto-Soudal Development \| + 2m43s \| \| \| 7. \| Ben Healy \| Trinity Racing \| + 2m44s \| \| \| 8. \| Ben Turner \| Trinity Racing \| + 2m45s \| \| \| 9. \| Asbjørn Hellemose \| Velo Club Mendrisio \| + 2m47s \| \| \| 10. \| Filippo Baroncini \| Colpack-Ballan \| + 2m48s \| \| |                            |                          |           |
| |                            |                          |           |
| Fonte: ProCyclingStats |                            |                          |           |
| Classificação geral |                            |                          |           |
| Ciclista | Ciclista                   | Equipe                   | Tempo     |
| 1. | Juan Ayuso                 | Colpack-Ballan           | 13h59m37s |
| 2. | Tobias Halland Johannessen | Uno-X DARE Development   | + 1m35s   |
| 3. | Henri Vandenabeele         | Development Team DSM     | + 2m22s   |
| 4. | Thomas Gloag               | Trinity Racing           | + 2m23s   |
| 5. | Alessandro Verre           | Colpack-Ballan           | + 2m31s   |
| 6. | Lennert Van Eetvelt        | Lotto-Soudal Development | + 2m43s   |
| 7. | Ben Healy                  | Trinity Racing           | + 2m44s   |
| 8. | Ben Turner                 | Trinity Racing           | + 2m45s   |
| 9. | Asbjørn Hellemose          | Velo Club Mendrisio      | + 2m47s   |
| 10. | Filippo Baroncini          | Colpack-Ballan           | + 2m48s   |

### 6.ª etapa
| Bonferraro - San Pellegrino Terme | média montanha | (176 km) |

| \| Classificação por etapas \| Classificação por etapas \| Classificação por etapas \| Classificação por etapas \| Classificação por etapas \| \| Ciclista \| Ciclista \| Equipe \| Tempo \| \| \| ------------------------ \| -------------------------- \| ------------------------------- \| ------------------------ \| ------------------------ \| \| 1. \| Aloïs Charrin \| Swiss Racing Academy \| 3h49m50s \| \| \| 2. \| Tobias Halland Johannessen \| Uno-X DARE Development \| + 1s \| \| \| 3. \| Ben Healy \| Trinity Racing \| + 1s \| \| \| 4. \| Henri Vandenabeele \| Development Team DSM \| + 1s \| \| \| 5. \| Nicolò Buratti \| Cycling Team Friuli ASD \| + 1s \| \| \| 6. \| Edoardo Zambanini \| Zalf Euromobil Fior \| + 1s \| \| \| 7. \| Gianmarco Garofoli \| Development Team DSM \| + 1s \| \| \| 8. \| Juan Ayuso \| Colpack-Ballan \| + 1s \| \| \| 9. \| Lennert Van Eetvelt \| Lotto-Soudal Development \| + 1s \| \| \| 10. \| Unai Iribar \| Laboral Kutxa-Fundación Euskadi \| + 1s \| \| |                            |                                 |          |
| |                            |                                 |          |
| Fonte: ProCyclingStats |                            |                                 |          |
| Classificação por etapas |                            |                                 |          |
| Ciclista | Ciclista                   | Equipe                          | Tempo    |
| 1. | Aloïs Charrin              | Swiss Racing Academy            | 3h49m50s |
| 2. | Tobias Halland Johannessen | Uno-X DARE Development          | + 1s     |
| 3. | Ben Healy                  | Trinity Racing                  | + 1s     |
| 4. | Henri Vandenabeele         | Development Team DSM            | + 1s     |
| 5. | Nicolò Buratti             | Cycling Team Friuli ASD         | + 1s     |
| 6. | Edoardo Zambanini          | Zalf Euromobil Fior             | + 1s     |
| 7. | Gianmarco Garofoli         | Development Team DSM            | + 1s     |
| 8. | Juan Ayuso                 | Colpack-Ballan                  | + 1s     |
| 9. | Lennert Van Eetvelt        | Lotto-Soudal Development        | + 1s     |
| 10. | Unai Iribar                | Laboral Kutxa-Fundación Euskadi | + 1s     |

| \| Classificação geral \| Classificação geral \| Classificação geral \| Classificação geral \| Classificação geral \| \| Ciclista \| Ciclista \| Equipe \| Tempo \| \| \| ------------------- \| -------------------------- \| ------------------------ \| ------------------- \| ------------------- \| \| 1. \| Juan Ayuso \| Colpack-Ballan \| 17h49m28s \| \| \| 2. \| Tobias Halland Johannessen \| Uno-X DARE Development \| + 1m29s \| \| \| 3. \| Henri Vandenabeele \| Development Team DSM \| + 2m22s \| \| \| 4. \| Thomas Gloag \| Trinity Racing \| + 2m23s \| \| \| 5. \| Alessandro Verre \| Colpack-Ballan \| + 2m31s \| \| \| 6. \| Lennert Van Eetvelt \| Lotto-Soudal Development \| + 2m43s \| \| \| 7. \| Filippo Baroncini \| Colpack-Ballan \| + 2m44s \| \| \| 8. \| Ben Healy \| Trinity Racing \| + 2m44s \| \| \| 9. \| Asbjørn Hellemose \| Velo Club Mendrisio \| + 2m47s \| \| \| 10. \| Anders Halland Johannessen \| Uno-X DARE Development \| + 2m52s \| \| |                            |                          |           |
| |                            |                          |           |
| Fonte: ProCyclingStats |                            |                          |           |
| Classificação geral |                            |                          |           |
| Ciclista | Ciclista                   | Equipe                   | Tempo     |
| 1. | Juan Ayuso                 | Colpack-Ballan           | 17h49m28s |
| 2. | Tobias Halland Johannessen | Uno-X DARE Development   | + 1m29s   |
| 3. | Henri Vandenabeele         | Development Team DSM     | + 2m22s   |
| 4. | Thomas Gloag               | Trinity Racing           | + 2m23s   |
| 5. | Alessandro Verre           | Colpack-Ballan           | + 2m31s   |
| 6. | Lennert Van Eetvelt        | Lotto-Soudal Development | + 2m43s   |
| 7. | Filippo Baroncini          | Colpack-Ballan           | + 2m44s   |
| 8. | Ben Healy                  | Trinity Racing           | + 2m44s   |
| 9. | Asbjørn Hellemose          | Velo Club Mendrisio      | + 2m47s   |
| 10. | Anders Halland Johannessen | Uno-X DARE Development   | + 2m52s   |

### 7.ª etapa
| Sondrio - Sasso Moro | alta montanha | (119,4 km) |

| \| Classificação por etapas \| Classificação por etapas \| Classificação por etapas \| Classificação por etapas \| Classificação por etapas \| \| Ciclista \| Ciclista \| Equipe \| Tempo \| \| \| ------------------------ \| -------------------------- \| ---------------------------------------- \| ------------------------ \| ------------------------ \| \| 1. \| Juan Ayuso \| Colpack-Ballan \| 3h28m01s \| \| \| 2. \| Jesús David Peña \| Colombia Tierra de Atletas-GW Bicicletas \| + 52s \| \| \| 3. \| Henri Vandenabeele \| Development Team DSM \| + 1m14s \| \| \| 4. \| Thomas Gloag \| Trinity Racing \| + 1m14s \| \| \| 5. \| Tobias Halland Johannessen \| Uno-X DARE Development \| + 1m14s \| \| \| 6. \| Alessandro Verre \| Colpack-Ballan \| + 1m55s \| \| \| 7. \| Gianluca Mignolli \| General Store-F.lli Curia-Essegibi \| + 1m56s \| \| \| 8. \| Riccardo Ciuccarelli \| Biesse Arvedi \| + 2m18s \| \| \| 9. \| Davide Piganzoli \| Kometa U23 \| + 2m20s \| \| \| 10. \| Asbjørn Hellemose \| Velo Club Mendrisio \| + 2m20s \| \| |                            |                                          |          |
| |                            |                                          |          |
| Fonte: ProCyclingStats |                            |                                          |          |
| Classificação por etapas |                            |                                          |          |
| Ciclista | Ciclista                   | Equipe                                   | Tempo    |
| 1. | Juan Ayuso                 | Colpack-Ballan                           | 3h28m01s |
| 2. | Jesús David Peña           | Colombia Tierra de Atletas-GW Bicicletas | + 52s    |
| 3. | Henri Vandenabeele         | Development Team DSM                     | + 1m14s  |
| 4. | Thomas Gloag               | Trinity Racing                           | + 1m14s  |
| 5. | Tobias Halland Johannessen | Uno-X DARE Development                   | + 1m14s  |
| 6. | Alessandro Verre           | Colpack-Ballan                           | + 1m55s  |
| 7. | Gianluca Mignolli          | General Store-F.lli Curia-Essegibi       | + 1m56s  |
| 8. | Riccardo Ciuccarelli       | Biesse Arvedi                            | + 2m18s  |
| 9. | Davide Piganzoli           | Kometa U23                               | + 2m20s  |
| 10. | Asbjørn Hellemose          | Velo Club Mendrisio                      | + 2m20s  |

| \| Classificação geral \| Classificação geral \| Classificação geral \| Classificação geral \| Classificação geral \| \| Ciclista \| Ciclista \| Equipe \| Tempo \| \| \| ------------------- \| -------------------------- \| ------------------------ \| ------------------- \| ------------------- \| \| 1. \| Juan Ayuso \| Colpack-Ballan \| 21h17m19s \| \| \| 2. \| Tobias Halland Johannessen \| Uno-X DARE Development \| + 2m53s \| \| \| 3. \| Henri Vandenabeele \| Development Team DSM \| + 3m42s \| \| \| 4. \| Thomas Gloag \| Trinity Racing \| + 3m47s \| \| \| 5. \| Alessandro Verre \| Colpack-Ballan \| + 4m36s \| \| \| 6. \| Asbjørn Hellemose \| Velo Club Mendrisio \| + 5m17s \| \| \| 7. \| Alex Tolio \| Zalf Euromobil Fior \| + 7m17s \| \| \| 8. \| Lennert Van Eetvelt \| Lotto-Soudal Development \| + 7m39s \| \| \| 9. \| Ben Healy \| Trinity Racing \| + 7m40s \| \| \| 10. \| Yannis Voisard \| Swiss Racing Academy \| + 7m45s \| \| |                            |                          |           |
| |                            |                          |           |
| Fonte: ProCyclingStats |                            |                          |           |
| Classificação geral |                            |                          |           |
| Ciclista | Ciclista                   | Equipe                   | Tempo     |
| 1. | Juan Ayuso                 | Colpack-Ballan           | 21h17m19s |
| 2. | Tobias Halland Johannessen | Uno-X DARE Development   | + 2m53s   |
| 3. | Henri Vandenabeele         | Development Team DSM     | + 3m42s   |
| 4. | Thomas Gloag               | Trinity Racing           | + 3m47s   |
| 5. | Alessandro Verre           | Colpack-Ballan           | + 4m36s   |
| 6. | Asbjørn Hellemose          | Velo Club Mendrisio      | + 5m17s   |
| 7. | Alex Tolio                 | Zalf Euromobil Fior      | + 7m17s   |
| 8. | Lennert Van Eetvelt        | Lotto-Soudal Development | + 7m39s   |
| 9. | Ben Healy                  | Trinity Racing           | + 7m40s   |
| 10. | Yannis Voisard             | Swiss Racing Academy     | + 7m45s   |

### 8.ª etapa
| Aprica - Andalo | alta montanha | (115,5 km) |

| \| Classificação por etapas \| Classificação por etapas \| Classificação por etapas \| Classificação por etapas \| Classificação por etapas \| \| Ciclista \| Ciclista \| Equipe \| Tempo \| \| \| ------------------------ \| -------------------------- \| ---------------------------------------- \| ------------------------ \| ------------------------ \| \| 1. \| Riccardo Ciuccarelli \| Biesse Arvedi \| 2h58m30s \| \| \| 2. \| Anders Halland Johannessen \| Uno-X DARE Development \| + 26s \| \| \| 3. \| Didier Merchán \| Colombia Tierra de Atletas-GW Bicicletas \| + 40s \| \| \| 4. \| Omar El Gouzi \| Iseo-Rime-Carnovali \| + 40s \| \| \| 5. \| Marco Frigo \| SEG Racing Academy \| + 40s \| \| \| 6. \| Yannis Voisard \| Swiss Racing Academy \| + 40s \| \| \| 7. \| Alessio Nieri \| Mastromarco Sensi Nibali \| + 40s \| \| \| 8. \| Asbjørn Hellemose \| Velo Club Mendrisio \| + 46s \| \| \| 9. \| Asier Etxeberria \| Laboral Kutxa-Fundación Euskadi \| + 49s \| \| \| 10. \| Unai Iribar \| Laboral Kutxa-Fundación Euskadi \| + 1m17s \| \| |                            |                                          |          |
| |                            |                                          |          |
| Fonte: ProCyclingStats |                            |                                          |          |
| Classificação por etapas |                            |                                          |          |
| Ciclista | Ciclista                   | Equipe                                   | Tempo    |
| 1. | Riccardo Ciuccarelli       | Biesse Arvedi                            | 2h58m30s |
| 2. | Anders Halland Johannessen | Uno-X DARE Development                   | + 26s    |
| 3. | Didier Merchán             | Colombia Tierra de Atletas-GW Bicicletas | + 40s    |
| 4. | Omar El Gouzi              | Iseo-Rime-Carnovali                      | + 40s    |
| 5. | Marco Frigo                | SEG Racing Academy                       | + 40s    |
| 6. | Yannis Voisard             | Swiss Racing Academy                     | + 40s    |
| 7. | Alessio Nieri              | Mastromarco Sensi Nibali                 | + 40s    |
| 8. | Asbjørn Hellemose          | Velo Club Mendrisio                      | + 46s    |
| 9. | Asier Etxeberria           | Laboral Kutxa-Fundación Euskadi          | + 49s    |
| 10. | Unai Iribar                | Laboral Kutxa-Fundación Euskadi          | + 1m17s  |

| \| Classificação geral \| Classificação geral \| Classificação geral \| Classificação geral \| Classificação geral \| \| Ciclista \| Ciclista \| Equipe \| Tempo \| \| \| ------------------- \| -------------------------- \| ---------------------- \| ------------------- \| ------------------- \| \| 1. \| Juan Ayuso \| Colpack-Ballan \| 24h17m26s \| \| \| 2. \| Tobias Halland Johannessen \| Uno-X DARE Development \| + 2m53s \| \| \| 3. \| Henri Vandenabeele \| Development Team DSM \| + 3m42s \| \| \| 4. \| Thomas Gloag \| Trinity Racing \| + 3m47s \| \| \| 5. \| Asbjørn Hellemose \| Velo Club Mendrisio \| + 4m26s \| \| \| 6. \| Alessandro Verre \| Colpack-Ballan \| + 4m43s \| \| \| 7. \| Yannis Voisard \| Swiss Racing Academy \| + 6m48s \| \| \| 8. \| Anders Halland Johannessen \| Uno-X DARE Development \| + 7m28s \| \| \| 9. \| Omar El Gouzi \| Iseo-Rime-Carnovali \| + 8m02s \| \| \| 10. \| Davide Piganzoli \| Kometa U23 \| + 8m26s \| \| |                            |                        |           |
| |                            |                        |           |
| Fonte: ProCyclingStats |                            |                        |           |
| Classificação geral |                            |                        |           |
| Ciclista | Ciclista                   | Equipe                 | Tempo     |
| 1. | Juan Ayuso                 | Colpack-Ballan         | 24h17m26s |
| 2. | Tobias Halland Johannessen | Uno-X DARE Development | + 2m53s   |
| 3. | Henri Vandenabeele         | Development Team DSM   | + 3m42s   |
| 4. | Thomas Gloag               | Trinity Racing         | + 3m47s   |
| 5. | Asbjørn Hellemose          | Velo Club Mendrisio    | + 4m26s   |
| 6. | Alessandro Verre           | Colpack-Ballan         | + 4m43s   |
| 7. | Yannis Voisard             | Swiss Racing Academy   | + 6m48s   |
| 8. | Anders Halland Johannessen | Uno-X DARE Development | + 7m28s   |
| 9. | Omar El Gouzi              | Iseo-Rime-Carnovali    | + 8m02s   |
| 10. | Davide Piganzoli           | Kometa U23             | + 8m26s   |

### 9.ª etapa
| Cavalese - Nevegal | alta montanha | (167,1 km) |

| \| Classificação por etapas \| Classificação por etapas \| Classificação por etapas \| Classificação por etapas \| Classificação por etapas \| \| Ciclista \| Ciclista \| Equipe \| Tempo \| \| \| ------------------------ \| -------------------------- \| ------------------------ \| ------------------------ \| ------------------------ \| \| 1. \| Yannis Voisard \| Swiss Racing Academy \| 4h15m44s \| \| \| 2. \| Juan Ayuso \| Colpack-Ballan \| + 2s \| \| \| 3. \| Tobias Halland Johannessen \| Uno-X DARE Development \| + 2s \| \| \| 4. \| Henri Vandenabeele \| Development Team DSM \| + 5s \| \| \| 5. \| Edoardo Sandri \| Cycling Team Friuli ASD \| + 8s \| \| \| 6. \| Thomas Gloag \| Trinity Racing \| + 10s \| \| \| 7. \| Edoardo Zambanini \| Zalf Euromobil Fior \| + 10s \| \| \| 8. \| Omar El Gouzi \| Iseo-Rime-Carnovali \| + 10s \| \| \| 9. \| Davide Piganzoli \| Kometa U23 \| + 10s \| \| \| 10. \| Lorenzo Milesi \| Beltrami TSA-Tre Colli \| + 10s \| \| |                            |                         |          |
| |                            |                         |          |
| Fonte: ProCyclingStats |                            |                         |          |
| Classificação por etapas |                            |                         |          |
| Ciclista | Ciclista                   | Equipe                  | Tempo    |
| 1. | Yannis Voisard             | Swiss Racing Academy    | 4h15m44s |
| 2. | Juan Ayuso                 | Colpack-Ballan          | + 2s     |
| 3. | Tobias Halland Johannessen | Uno-X DARE Development  | + 2s     |
| 4. | Henri Vandenabeele         | Development Team DSM    | + 5s     |
| 5. | Edoardo Sandri             | Cycling Team Friuli ASD | + 8s     |
| 6. | Thomas Gloag               | Trinity Racing          | + 10s    |
| 7. | Edoardo Zambanini          | Zalf Euromobil Fior     | + 10s    |
| 8. | Omar El Gouzi              | Iseo-Rime-Carnovali     | + 10s    |
| 9. | Davide Piganzoli           | Kometa U23              | + 10s    |
| 10. | Lorenzo Milesi             | Beltrami TSA-Tre Colli  | + 10s    |

| \| Classificação geral \| Classificação geral \| Classificação geral \| Classificação geral \| Classificação geral \| \| Ciclista \| Ciclista \| Equipe \| Tempo \| \| \| ------------------- \| -------------------------- \| ---------------------- \| ------------------- \| ------------------- \| \| 1. \| Juan Ayuso \| Colpack-Ballan \| 28h33m06s \| \| \| 2. \| Tobias Halland Johannessen \| Uno-X DARE Development \| + 2m55s \| \| \| 3. \| Henri Vandenabeele \| Development Team DSM \| + 3m49s \| \| \| 4. \| Thomas Gloag \| Trinity Racing \| + 4m01s \| \| \| 5. \| Asbjørn Hellemose \| Velo Club Mendrisio \| + 4m40s \| \| \| 6. \| Alessandro Verre \| Colpack-Ballan \| + 5m23s \| \| \| 7. \| Yannis Voisard \| Swiss Racing Academy \| + 6m42s \| \| \| 8. \| Anders Halland Johannessen \| Uno-X DARE Development \| + 7m53s \| \| \| 9. \| Omar El Gouzi \| Iseo-Rime-Carnovali \| + 8m16s \| \| \| 10. \| Davide Piganzoli \| Kometa U23 \| + 8m40s \| \| |                            |                        |           |
| |                            |                        |           |
| Fonte: ProCyclingStats |                            |                        |           |
| Classificação geral |                            |                        |           |
| Ciclista | Ciclista                   | Equipe                 | Tempo     |
| 1. | Juan Ayuso                 | Colpack-Ballan         | 28h33m06s |
| 2. | Tobias Halland Johannessen | Uno-X DARE Development | + 2m55s   |
| 3. | Henri Vandenabeele         | Development Team DSM   | + 3m49s   |
| 4. | Thomas Gloag               | Trinity Racing         | + 4m01s   |
| 5. | Asbjørn Hellemose          | Velo Club Mendrisio    | + 4m40s   |
| 6. | Alessandro Verre           | Colpack-Ballan         | + 5m23s   |
| 7. | Yannis Voisard             | Swiss Racing Academy   | + 6m42s   |
| 8. | Anders Halland Johannessen | Uno-X DARE Development | + 7m53s   |
| 9. | Omar El Gouzi              | Iseo-Rime-Carnovali    | + 8m16s   |
| 10. | Davide Piganzoli           | Kometa U23             | + 8m40s   |

### 10.ª etapa
| San Vito al Tagliamento - Castelfranco Veneto | etapa plana | (162,7 km) |

| \| Classificação por etapas \| Classificação por etapas \| Classificação por etapas \| Classificação por etapas \| Classificação por etapas \| \| Ciclista \| Ciclista \| Equipe \| Tempo \| \| \| ------------------------ \| ------------------------ \| ---------------------------------- \| ------------------------ \| ------------------------ \| \| 1. \| Ben Healy \| Trinity Racing \| 3h35m46s \| \| \| 2. \| Jacopo Menegotto \| General Store-F.lli Curia-Essegibi \| + 38s \| \| \| 3. \| Daan Hoole \| SEG Racing Academy \| + 38s \| \| \| 4. \| Filippo Baroncini \| Colpack-Ballan \| + 54s \| \| \| 5. \| Marijn van den Berg \| Équipe continentale Groupama-FDJ \| + 54s \| \| \| 6. \| Luca Coati \| Team Qhubeka \| + 54s \| \| \| 7. \| Arnaud De Lie \| Lotto-Soudal Development \| + 54s \| \| \| 8. \| Lorenzo Peschi \| Beltrami TSA-Tre Colli \| + 54s \| \| \| 9. \| Edoardo Zambanini \| Zalf Euromobil Fior \| + 54s \| \| \| 10. \| Stan Van Tricht \| SEG Racing Academy \| + 54s \| \| |                     |                                    |          |
| |                     |                                    |          |
| Fonte: ProCyclingStats |                     |                                    |          |
| Classificação por etapas |                     |                                    |          |
| Ciclista | Ciclista            | Equipe                             | Tempo    |
| 1. | Ben Healy           | Trinity Racing                     | 3h35m46s |
| 2. | Jacopo Menegotto    | General Store-F.lli Curia-Essegibi | + 38s    |
| 3. | Daan Hoole          | SEG Racing Academy                 | + 38s    |
| 4. | Filippo Baroncini   | Colpack-Ballan                     | + 54s    |
| 5. | Marijn van den Berg | Équipe continentale Groupama-FDJ   | + 54s    |
| 6. | Luca Coati          | Team Qhubeka                       | + 54s    |
| 7. | Arnaud De Lie       | Lotto-Soudal Development           | + 54s    |
| 8. | Lorenzo Peschi      | Beltrami TSA-Tre Colli             | + 54s    |
| 9. | Edoardo Zambanini   | Zalf Euromobil Fior                | + 54s    |
| 10. | Stan Van Tricht     | SEG Racing Academy                 | + 54s    |

## Classificações finais
- As classificações finalizaram da seguinte forma:[5]

### Classificação geral
| \| Classificação geral \| Classificação geral \| Classificação geral \| Classificação geral \| Classificação geral \| \| Ciclista \| Ciclista \| Equipe \| Tempo \| \| \| ------------------- \| -------------------------- \| ---------------------- \| ------------------- \| ------------------- \| \| 1. \| Juan Ayuso \| Colpack-Ballan \| 32h09m46s \| \| \| 2. \| Tobias Halland Johannessen \| Uno-X DARE Development \| + 2m55s \| \| \| 3. \| Henri Vandenabeele \| Development Team DSM \| + 3m49s \| \| \| 4. \| Thomas Gloag \| Trinity Racing \| + 4m01s \| \| \| 5. \| Asbjørn Hellemose \| Velo Club Mendrisio \| + 4m40s \| \| \| 6. \| Alessandro Verre \| Colpack-Ballan \| + 5m23s \| \| \| 7. \| Yannis Voisard \| Swiss Racing Academy \| + 6m42s \| \| \| 8. \| Anders Halland Johannessen \| Uno-X DARE Development \| + 7m53s \| \| \| 9. \| Omar El Gouzi \| Iseo-Rime-Carnovali \| + 8m16s \| \| \| 10. \| Davide Piganzoli \| Kometa U23 \| + 8m40s \| \| |                            |                        |           |
| |                            |                        |           |
| Fonte: ProCyclingStats |                            |                        |           |
| Classificação geral |                            |                        |           |
| Ciclista | Ciclista                   | Equipe                 | Tempo     |
| 1. | Juan Ayuso                 | Colpack-Ballan         | 32h09m46s |
| 2. | Tobias Halland Johannessen | Uno-X DARE Development | + 2m55s   |
| 3. | Henri Vandenabeele         | Development Team DSM   | + 3m49s   |
| 4. | Thomas Gloag               | Trinity Racing         | + 4m01s   |
| 5. | Asbjørn Hellemose          | Velo Club Mendrisio    | + 4m40s   |
| 6. | Alessandro Verre           | Colpack-Ballan         | + 5m23s   |
| 7. | Yannis Voisard             | Swiss Racing Academy   | + 6m42s   |
| 8. | Anders Halland Johannessen | Uno-X DARE Development | + 7m53s   |
| 9. | Omar El Gouzi              | Iseo-Rime-Carnovali    | + 8m16s   |
| 10. | Davide Piganzoli           | Kometa U23             | + 8m40s   |

### Classificação da montanha
| Classificação da montanha | Classificação da montanha  | Classificação da montanha | Classificação da montanha | Classificação da montanha |
| Ciclista                  | Ciclista                   | Equipe                    | Pontos                    |                           |
| ------------------------- | -------------------------- | ------------------------- | ------------------------- | ------------------------- |
| 1.                        | Juan Ayuso                 | Colpack-Ballan            | 78 pts                    |                           |
| 2.                        | Michael Belleri            | Biesse Arvedi             | 55 pts                    |                           |
| 3.                        | Thomas Gloag               | Trinity Racing            | 49 pts                    |                           |
| 4.                        | Tobias Halland Johannessen | Uno-X DARE Development    | 48 pts                    |                           |
| 5.                        | Henri Vandenabeele         | Development Team DSM      | 46 pts                    |                           |
| 6.                        | Asbjørn Hellemose          | Velo Club Mendrisio       | 40 pts                    |                           |
| 7.                        | Ben Healy                  | Trinity Racing            | 38 pts                    |                           |
| 8.                        | Andrea Pietrobon           | Cycling Team Friuli ASD   | 38 pts                    |                           |
| 9.                        | Yannis Voisard             | Swiss Racing Academy      | 38 pts                    |                           |
| 10.                       | Anders Halland Johannessen | Uno-X DARE Development    | 27 pts                    |                           |

### Classificação dos pontos
| Classificação por pontos | Classificação por pontos   | Classificação por pontos           | Classificação por pontos | Classificação por pontos |
| Ciclista                 | Ciclista                   | Equipe                             | Pontos                   |                          |
| ------------------------ | -------------------------- | ---------------------------------- | ------------------------ | ------------------------ |
| 1.                       | Juan Ayuso                 | Colpack-Ballan                     | 100 pts                  |                          |
| 2.                       | Ben Healy                  | Trinity Racing                     | 64 pts                   |                          |
| 3.                       | Tobias Halland Johannessen | Uno-X DARE Development             | 63 pts                   |                          |
| 4.                       | Filippo Baroncini          | Colpack-Ballan                     | 61 pts                   |                          |
| 5.                       | Aloïs Charrin              | Swiss Racing Academy               | 50 pts                   |                          |
| 6.                       | Andrea Cantoni             | #inEmiliaRomagna Cycling Team      | 50 pts                   |                          |
| 7.                       | Alessandro Verre           | Colpack-Ballan                     | 42 pts                   |                          |
| 8.                       | Henri Vandenabeele         | Development Team DSM               | 40 pts                   |                          |
| 9.                       | Jacopo Menegotto           | General Store-F.lli Curia-Essegibi | 35 pts                   |                          |
| 10.                      | Riccardo Bobbo             | Work Service-Marchiol-Dynatek      | 35 pts                   |                          |

### Classificação dos sprint intermediários
| Classificação por velocidade | Classificação por velocidade | Classificação por velocidade     | Classificação por velocidade | Classificação por velocidade |
| Ciclista                     | Ciclista                     | Equipe                           | Pontos                       |                              |
| ---------------------------- | ---------------------------- | -------------------------------- | ---------------------------- | ---------------------------- |
| 1.                           | Andrea Mifsud                | Swiss Racing Academy             | 13 pts                       |                              |
| 2.                           | Edoardo Ferri                | Petroli Firenze-Hopplà           | 11 pts                       |                              |
| 3.                           | Leandro Masotto              | Iseo-Rime-Carnovali              | 10 pts                       |                              |
| 4.                           | Ben Healy                    | Trinity Racing                   | 8 pts                        |                              |
| 5.                           | Marijn van den Berg          | Équipe continentale Groupama-FDJ | 5 pts                        |                              |
| 6.                           | Michele Gazzoli              | Colpack-Ballan                   | 5 pts                        |                              |
| 7.                           | Riccardo Bobbo               | Work Service-Marchiol-Dynatek    | 5 pts                        |                              |
| 8.                           | Eric Paties Montagner        | Work Service-Marchiol-Dynatek    | 5 pts                        |                              |
| 9.                           | Gabriele Petrelli            | Cycling Team Friuli ASD          | 5 pts                        |                              |
| 10.                          | Henri Vandenabeele           | Development Team DSM             | 3 pts                        |                              |

### Classificação dos jovens
| Classificação dos jovens | Classificação dos jovens | Classificação dos jovens         | Classificação dos jovens | Classificação dos jovens |
| Ciclista                 | Ciclista                 | Equipe                           | Tempo                    |                          |
| ------------------------ | ------------------------ | -------------------------------- | ------------------------ | ------------------------ |
| 1.                       | Juan Ayuso               | Colpack-Ballan                   | 32h09m46s                |                          |
| 2.                       | Thomas Gloag             | Trinity Racing                   | + 4m01s                  |                          |
| 3.                       | Alessandro Verre         | Colpack-Ballan                   | + 5m23s                  |                          |
| 4.                       | Davide Piganzoli         | Kometa U23                       | + 8m40s                  |                          |
| 5.                       | Edoardo Zambanini        | Zalf Euromobil Fior              | + 10m45s                 |                          |
| 6.                       | Lennert Van Eetvelt      | Lotto-Soudal Development         | + 11m39s                 |                          |
| 7.                       | Reuben Thompson          | Équipe continentale Groupama-FDJ | + 16m17s                 |                          |
| 8.                       | Gianmarco Garofoli       | Development Team DSM             | + 18m30s                 |                          |
| 9.                       | Julen Arriola-Bengoa     | Caja Rural-Seguros RGA amateur   | + 3h41m39s               |                          |
| 10.                      | Brayan Esteban Malaver   |                                  | + 28m09s                 |                          |

### Classificação por equipas
| Classificação por equipes | Classificação por equipes       | Classificação por equipes | Classificação por equipes |
| Equipe                    | Equipe                          | Tempo                     |                           |
| ------------------------- | ------------------------------- | ------------------------- | ------------------------- |
| 1.                        | Uno-X DARE Development Team     | 97h04m23s                 |                           |
| 2.                        | Zalf Euromobil Fior             | + 12m11s                  |                           |
| 3.                        | Team Colpack-Ballan             | + 12m28s                  |                           |
| 4.                        | Laboral Kutxa-Fundación Euskadi | + 20m45s                  |                           |
| 5.                        | Trinity Racing                  | + 23m08s                  |                           |
| 6.                        | Development Team DSM            | + 39m00s                  |                           |
| 7.                        | Caja Rural-Seguros RGA amateur  | + 46m39s                  |                           |
| 8.                        | SEG Racing Academy              | + 49m00s                  |                           |
| 9.                        | Swiss Racing                    | + 59m53s                  |                           |
| 10.                       | Velo Club Mendrisio             | + 1h07m41s                |                           |

## Evolução das classificações
| Etapa                 | Vencedor              | Classificação geral Maglia Rosa | Classificação da montanha Maglia Verde | Classificação dos pontos Maglia Rossa | Classificação dos esprints intermediários Maglia Blu | Classificação dos jovens (sub-21) Maglia Bianca | Classificação por equipas |
| --------------------- | --------------------- | ------------------------------- | -------------------------------------- | ------------------------------------- | ---------------------------------------------------- | ----------------------------------------------- | ------------------------- |
| 1.ª                   | Andrea Cantoni        | Andrea Cantoni                  | Andrea Cantoni                         | Andrea Cantoni                        | Riccardo Bobbo                                       | Michael Garrison                                | #inEmiliaRomagna          |
| 2.ª                   | Juan Ayuso            | Juan Ayuso                      | Andrea Cantoni                         | Juan Ayuso                            | Leandro Masotto                                      | Juan Ayuso                                      | Colpack Ballan            |
| 3.ª                   | Alessio Bonelli       | Juan Ayuso                      | Luca Colnaghi                          | Juan Ayuso                            | Andrea Mifsud                                        | Juan Ayuso                                      | Colpack Ballan            |
| 4.ª                   | Filippo Baroncini     | Ben Turner                      | Luca Colnaghi                          | Juan Ayuso                            | Andrea Mifsud                                        | Juan Ayuso                                      | Colpack Ballan            |
| 5.ª                   | Juan Ayuso            | Juan Ayuso                      | Michael Belleri                        | Juan Ayuso                            | Andrea Mifsud                                        | Juan Ayuso                                      | Colpack Ballan            |
| 6.ª                   | Aloïs Charrin         | Juan Ayuso                      | Michael Belleri                        | Juan Ayuso                            | Andrea Mifsud                                        | Juan Ayuso                                      | Colpack Ballan            |
| 7.ª                   | Juan Ayuso            | Juan Ayuso                      | Juan Ayuso                             | Juan Ayuso                            | Leandro Masotto                                      | Juan Ayuso                                      | Colpack Ballan            |
| 8.ª                   | Riccardo Ciuccarelli  | Juan Ayuso                      | Juan Ayuso                             | Juan Ayuso                            | Andrea Mifsud                                        | Juan Ayuso                                      | Uno-X Dare Development    |
| 9.ª                   | Yannis Voisard        | Juan Ayuso                      | Juan Ayuso                             | Juan Ayuso                            | Andrea Mifsud                                        | Juan Ayuso                                      | Uno-X Dare Development    |
| 10.ª                  | Ben Healy             | Juan Ayuso                      | Juan Ayuso                             | Juan Ayuso                            | Andrea Mifsud                                        | Juan Ayuso                                      | Uno-X Dare Development    |
| Classificações finais | Classificações finais | Juan Ayuso                      | Juan Ayuso                             | Juan Ayuso                            | Andrea Mifsud                                        | Juan Ayuso                                      | Uno-X Dare Development    |

## UCI World Ranking
O Giro Ciclistico d'Italia outorgou pontos para o UCI World Ranking para corredores das equipas nas categorias UCI WorldTeam, UCI ProTeam e Continental. As seguintes tabelas são o barómetro de pontuação e os 10 corredores que obtiveram mais pontos:
| Posição             | 1.º | 2.º | 3.º | 4.º | 5.º | 6.º | 7.º | 8.º | 9.º | 10.º |
| Classificação geral | 40  | 30  | 25  | 20  | 15  | 10  | 5   | 3   | 3   | 3    |
| Por etapa           | 7   | 3   | 1   |     |     |     |     |     |     |      |
| Líder               | 1   |     |     |     |     |     |     |     |     |      |

| Classificação |          |        |       |       |       |       |
| Posição       | Ciclista | Equipa | Geral | Etapa | Líder | Total |
| ------------- | -------- | ------ | ----- | ----- | ----- | ----- |
| 1.º           |          |        | 40    |       |       |       |
| 2.º           |          |        | 30    |       |       |       |
| 3.º           |          |        | 25    |       |       |       |
| 4.º           |          |        | 20    |       |       |       |
| 5.º           |          |        | 15    |       |       |       |
| 6.º           |          |        | 10    |       |       |       |
| 7.º           |          |        | 5     |       |       |       |
| 8.º           |          |        | 3     |       |       |       |
| 9.º           |          |        | 3     |       |       |       |
| 10.º          |          |        | 3     |       |       |       |